# Kozí Kuncka
Kozí Kuncka je epizodní postava několika děl Karla Poláčka. Inspirací jí měla být skutečná osoba.

## Kozí Kuncka v dílech Karla Poláčka
- V knize Hráči Karel Poláček uvádí, že otec hlavního hrdiny

| „                      | ...rozmlouval s obecním strážníkem panem Šulcem anebo se bavil s prodavačkou cukrátek a ovoce, která měla svůj stánek poblíže obchodu se suknem pana Schulhofa. Jmenovala se paní Kuncová, ale v městě byla známa pod jménem Kozí Kuncka. | “ |
| — Karel Poláček: Hráči | |   |

- V Bylo nás pět se vyskytuje vícekrát, např.:

| „                             | Jednou ho (Čeňka Jirsáka) uviděla Kozí Kuncka, co na náměstí prodává ovoce, cukrdlata, kokosky, jakož i pomeranče. A odplivla si:„Fuj, parchante, to jsem se lekla. Na tebe, skotátku, patří pořádná metla.“ | “ |
| — Karel Poláček: Bylo nás pět | |   |

- V románu Okresní město poslanec Fábera blahosklonně zdraví hokynářku Kuncovou, která mu děkuje za to, že vymohl jejímu synovi místo sluhy u okresního soudu v Krakově.[3]
- Ve čtvrtém dílu pentalogie o okresním městě, románu Vyprodáno, vzpomíná voják Jaroslav Štědrý, který se z fronty vrátil domů na dovolenou:

| „                          | ...tadyhle přece ostává ta paní, co k nám chodívala sázet do lutrie...paní...paní..., jak se ona honem...bodejť: Paní Kuncová. Kozí Kuncka jí říkali. Prodávala ovoce na náměstí pod deštníkem... Její syn se jmenoval Venda a chodil se mnou do školy. | “ |
| — Karel Poláček: Vyprodáno | |   |

- Příjmení Kuncová s přezdívkou Kuncka se vyskytuje i v Poláčkových Povídkách pana Kočkodana.[5]

## Vzpomínky pamětníků
Že Kozí Kuncka měla skutečnou předlohu, potvrzují vzpomínky pamětníků:
- Pamětník Jaroslav Mareček (inspirace postavy Antonína Bejvala z Bylo nás pět) vzpomínal, že Kozí Kuncka skutečně existovala, měla krámek na náměstí, kde prodávala ovoce a sladkosti. Byla zákaznicí Poláčkova otce, který měl ve svém obchodu sběrnu losů loterie.[6] Též uvedl, že ještě po světové válce pomáhal Poláčkovi oživovat vzpomínky, např. „co dělá Kozí Kuncka“.[7]
- Zdeněk Karel Slabý, který připravil díla Karla Poláčka k vydání, uvedl podle vzpomínek pamětníků, že skutečné jméno Kozí Kuncky bylo prý Letovská, měla v Rychnově obchůdek a říkalo se jí Cukrmáry.[8]

## Skutečná Kozí Kuncka
Významná část díla Karla Poláčka (zejména nedokončená pentalogie o okresním městě či Bylo nás pět) vychází ze skutečnosti v jeho rodném Rychnově nad Kněžnou. Např. kupec Štědrý z okresního města má předobraz v Poláčkovu otci.
Příjmení Letovský/Letovská se v katolických matrikách Rychnova nad Kněžnou i Rychnova nad Kněžnou–Městské Habrové z doby Poláčkova mládí vyskytuje, záznamy se týkají více osob. Pamětníky zanechané indicie ani dílo Karla Poláčka však nedávají dostatečný podklad k jednoznačnému určení, která z nich mohla být inspirací pro literární zpracování či zda se jednalo o ženu jiného skutečného příjmení.  